# Sleepy Hollow (Nova York)
Sleepy Hollow és una població dels Estats Units a l'estat de Nova York. Segons el cens del 2000 tenia 9.212 habitants.

## Demografia
Segons el cens del 2000, Sleepy Hollow tenia 9.212 habitants, 3.181 habitatges, i 2.239 famílies. La densitat de població era de 1.566,9 habitants per km².
Dels 3.181 habitatges en un 36% hi vivien nens de menys de 18 anys, en un 51,5% hi vivien parelles casades, en un 13,4% dones solteres, i en un 29,6% no eren unitats familiars. En el 23% dels habitatges hi vivien persones soles el 8,7% de les quals corresponia a persones de 65 anys o més que vivien soles. El nombre mitjà de persones vivint en cada habitatge era de 2,89 i el nombre mitjà de persones que vivien en cada família era de 3,37.
Per edats la població es repartia de la següent manera: un 25% tenia menys de 18 anys, un 8,9% entre 18 i 24, un 36,7% entre 25 i 44, un 18,9% de 45 a 60 i un 10,5% 65 anys o més.
L'edat mediana era de 34 anys. Per cada 100 dones de 18 o més anys hi havia 101,9 homes.
La renda mediana per habitatge era de 54.201 $ i la renda mediana per família de 63.889 $. Els homes tenien una renda mediana de 39.923 $ mentre que les dones 32.146 $. La renda per capita de la població era de 28.325 $. Entorn del 5,7% de les famílies i el 7,4% de la població estaven per davall del llindar de pobresa.

## Poblacions més properes
El següent diagrama mostra les poblacions més properes.